# Administration du personnel
Pour les articles homonymes, voir ADP.
 (signalé en juin 2025).
Si vous disposez d'ouvrages ou d'articles de référence ou si vous connaissez des sites web de qualité traitant du thème abordé ici, merci de compléter l'article en donnant les références utiles à sa vérifiabilité et en les liant à la section « Notes et références ».
- Archive Wikiwix
- Bing
- Cairn
- DuckDuckGo
- E. Universalis
- Gallica
- Google
- G. Books
- G. News
- G. Scholar
- Persée
- Qwant
- (zh) Baidu
- (ru) Yandex
- (wd) trouver des œuvres sur Wikidata

L'administration du personnel est une fonction rattachée à la DRH ou à la direction financière.
Les personnes du service administration du personnel ont les titres de fonctions suivantes :
- assistant ressources humaines
- comptable paie
- gestionnaire traitement et salaires
- gestionnaire administratif du personnel
- responsable paie et administration du personnel

Les missions exercées par l'administration du personnel relèvent de plusieurs domaines :
- respect des obligations légales (code du travail, convention collective, accords collectifs, règlement intérieur)
- calcul et gestion des traitements et salaires et cotisations sociales afférentes
- gestion des temps (congés payés, maladies, autres)
- contrats de travail et avenants aux contrats de travail
- gestion du 1 % logement, des déclarations de formation continue et autres procédures administratives
- études sociales et fiscales (coût du travail, coût de l'absentéisme, coût de la maladie, impact social d'une mesure gouvernementale...)
- veille sociale et fiscale

C'est une fonction d'expertise qui requiert une très bonne connaissance de l'ensemble des ressources humaines, du droit du travail et des usages de l'entreprise.